# Leveillina endocrypta
Leveillina endocrypta är en svampart som först beskrevs av Mont. ex Cooke, och fick sitt nu gällande namn av Theiss. & Syd. 1915. Leveillina endocrypta ingår i släktet Leveillina, klassen Dothideomycetes, divisionen sporsäcksvampar och riket svampar.   Inga underarter finns listade i Catalogue of Life.